# Liste der Naturdenkmale in Nußbaum
Die Liste der Naturdenkmale in Nußbaum nennt die im Gemeindegebiet von Nußbaum ausgewiesenen Naturdenkmale (Stand 7. März 2024).

## Naturdenkmale
| Nr.         | Bezeichnung | Lage                                           | Beschreibung                                                                                           | Bild                                    |
| ----------- | ----------- | ---------------------------------------------- | --- | --------------------------------------- |
| ND-7133-389 | Matzpfuhl   | nördlich des Ortes; Flur Auf dem Mazpfuhl Lage | Populus nigra 'Italica', 10 Bäume; angeblich in napoleonischer Zeit (zwischen 1799 und 1814) gepflanzt | Direkt Bild zu diesem Denkmal hochladen |